# Vörhenyesfarkú ölyv
A vörhenyesfarkú ölyv (Buteo ventralis) a madarak osztályának vágómadár-alakúak (Accipitriformes) rendjébe, ezen belül a vágómadárfélék (Accipitridae) családjába tartozó faj.

## Rendszerezése
A fajt John Gould angol ornitológus írta le 1837-ben.

## Előfordulása
Argentína és Chile területén honos. Természetes élőhelyei a mérsékelt övi erdők és gyepek, valamint  szubtrópusi vagy trópusi cserjések. Állandó, nem vonuló faj.

## Megjelenése
A testhossza 60 centiméter, szárnyfesztávolság 119-139 centiméter.

## Természetvédelmi helyzete
Az elterjedési területe nagyon nagy, egyedszám 250-999 példány közötti és stabil. A Természetvédelmi Világszövetség Vörös listáján sebezhető fajként szerepel.

## További információ
- Képek az interneten a fajról
- Xeno-canto.org - a faj hangja és elterjedési területe